# Urša Kragelj
Urša Kragelj, slovenska kajakašica, * 2. julij 1988, Slovenija. Osvojila je dve posamični medalji na evropskih prvenstvih (2010, 2016), dve moštveni medalji na svetovnih prvenstvih (2010, 2013) in leta 2012 postala zmagovalka skupnega seštevka svetovnega pokala v kategoriji K1Ž. Leta 2016 je nastopila je na olimpijskih igrah v Riu de Janeiru, kjer je dosegla deveto mesto, kar je najboljša uvrstitev slovenskih slalomistk na divjih vodah doslej.

## Življenje
Urša Kragelj je rojena v Šempetru pri Gorici, otroštvo je preživela v Novi Gorici kjer je opravljala tako osnovno kot srednjo šolo (Osnovna šola Milojke Štrukelj in Splošna gimnazija Nova Gorica). Po zaključeni maturi se je vpisala na študij prevajalstva na Univerzi v Ljubljani. Trenutno živi in trenira v Ljubljani. Zaposlena je v športni enoti Slovenske vojske.

## Športna kariera
Športno pot je začela v Solkanu, v Kajak klubu soške Elektrarne. Leta 2006 je prvič v zgodovini slovenskega kajaka postala svetovna mladinska prvakinja, leta 2010 je osvojila prvo medaljo na evropskem članskem prvenstvu in leta 2012 zmagala v skupnem seštevku svetovnega pokala. Vrh njene kariere predstavlja osvojeno drugo mesto na evropskem prvenstvu leta 2016 in nastop na olimpijskih igrah v Riu de Janeiru. Najboljši posamični rezultat na svetovnih prvenstvih je 4. mesto v Riu de Janeiru iz leta 2018. Zaradi poškodbe na svetovnem pokalu v Bratislavi (izpah rame in operacija labruma) je sezono 2019 skoraj v celoti izpustila.

## Nagrade in priznanja
Urša je trikrat prejela naslov kajakašica leta, ki ga vsako leto podeljuje Kajakaška zveza Slovenije, ter bila imenovana za športnico Goriške v letih 2006, 2010, 2015, 2016 in 2018.

## Sponzorska sodelovanja
Kragljeva je ambasadorka Slovenskega društva za zaščito voda,  že vrsto let sodeluje z izdelovalcem kajakaške opreme Sandiline in mednarodno priznanim kajakaškim proizvajalcem kajakov, Galasport. Ostala sodelovanja vključujejo restavracijo Kaval, Hišo lepote Porenta in trgovino z zdravo prehrano in naravno kozmetiko Malinca.

## Največji uspehi
2018
- 4. mesto SVETOVNO PRVENSTVO (Rio de Janeiro, Brazilija)

2017
- 1. mesto EVROPSKO PRVENSTVO (3×K1 Tacen, Slovenija)
- 3. mesto TEKMA ZA SVETOVNI POKAL (Augsburg, Nemčija)
- 4. mesto SKUPNI SEŠTEVEK SVETOVNEGA POKALA

2016
- 9. mesto OLIMPIJSKE IGRE (Rio de Janeiro, Brazilija)
- 2. mesto EVROPSKO PRVENSTVO (Liptovsky Mikulaš, Slovaška)Naslov evropske podprvakinje, Liptovsky Mikulaš 2016

2013
- 3. mesto SVETOVNO PRVENSTVO (3×K1 Praga, Češka)

2012
- 1. mesto SKUPNI SEŠTEVEK SVETOVNEGA POKALA
- 3. mesto SVETOVNI POKAL (Bratislava, Slovaška)
- 1. mesto SVETOVNI POKAL (Seu d'Urgell, Španija)
- 5. mesto SVETOVNI POKAL (Pau, Francija)
- 5. mesto SVETOVNI POKAL (Praga, Češka)

2011
- 3. mesto SVETOVNI POKAL (Tacen)
- 3. mesto OLIMPIJSKI TEST EVENT (London, Anglija)
- 10. mesto SVETOVNO PRVENSTVO (Bratislava, Slovaška)
- Državna prvakinja

2010
- 3. mesto EVROPSKO PRVENSTVO (Bratislava, Slovaška)
- 3. mesto SVETOVNO PRVENSTVO (3×K1 Tacen, Slovenija)
- 1. mesto EVROPSKO PRVENSVO MLJŠIH ČLANOV (3×K1 Merkkleeberg, Nemčija)

2009
- 8. mesto SVETOVNO PRVENSTVO (Seu d'Urgell, Španija)
- 1. mesto na generalki za svetovno prvenstvo (Tacen, Slovenija)
- Državna prvakinja

2008
- 2. mesto EVROPSKO PRVENSTVO ZA MLAJŠE ČLANE (Solkan, Slovenija)

2006
- NASLOV SVETOVNE MLADINSKE PRVAKINJE (Solkan, Slovenija)
- 3. mesto MLADINSKO EVROPSKO PRVENSTVO (Nottingham, Anglija)